# Объятия вампира (фильм, 2013)
«Объятия вампира» (англ. Embrace Of The Vampire) — эротическая драма в стиле фильма ужасов про вампиров Канадского режиссёра Карла Бессая (англ. Carl Bessai), являющаяся ремейком к фильму Объятия вампира 1995 года. Премьера фильма в мире состоялась 15 Октября 2013 года.

## Сюжет
Шарлотта (Шэрон Хинендэйл) — робкая, скромная девушка, которая только что покинула женскую католическую школу, чтобы начать новую жизнь в колледже. Героиня триллера «Объятия вампира» не знает, что за ней по пятам следует древнее зло. И это именно оно мучает её кошмарами по ночам, соблазняя запретными желаниями. Это — голод, который можно насытить, лишь удовлетворив зов плоти… и жажду крови. Это — сражение за душу девушки, которое она не в силах выиграть… Любого, кто даже близко окажется к ней, может постигнуть ужасающая судьба…

## В ролях
| Актёр           | Роль                    |
| --------------- | ----------------------- |
| Шэрон Хинендэйл | Шарлота Хоуторн         |
| Каньехтио Хорн  | Николь                  |
| С.С. Шеффилд    | Элайза                  |
| Челси Рейст     | Сара Кампбелл           |
| Виктор Вебстер  | профессор Коул / Стэфан |
| Роберт Молони   | доктор Джон Данкан      |
| Райан Кеннеди   | Крис                    |